# Comuna Ipotești, Suceava
Ipotești (în germană Ipotestie, în ucraineană Іпотешти) este o comună în județul Suceava, Bucovina, România, formată din satele Ipotești (reședința), Lisaura și Tișăuți.

## Geografie
Situată la 3 km de sud-estul municipiului Suceava, comuna Ipotești este formată din satele: Tișăuți, Lisaura și Ipotești.
Comuna Ipotești este situată pe treapta cea mai înaltă a unui amfiteatru natural ce domină zona, respectiv între Dealul Cetății (368 m) și Dealul Tătărași (385 m). Relieful se înfățișează ca o alternanță de platouri structurale, coline și dealuri în care valea Sucevei și afluenții ei și-au croit drum. Apele sunt, de fapt, răspunzătoare în cea mai mare parte de modelarea reliefului Podișului Fălticeni.
Teritoriul comunei Ipotești este încadrat din punct de vedere administrativ de unitățile teritoriale aparținând: municipiului Suceava (Nord), comunei Bosanci (Sud), orașului Salcea (Est) și comunei Moara (Vest). Comuna Ipotești se întinde pe o suprafața 2282 Ha.

## Demografie
Componența etnică a comunei Ipotești
     Români (88,66%)
     Alte etnii (0,53%)
     Necunoscută (10,81%)
Componența confesională a comunei Ipotești
     Ortodocși (59,99%)
     Penticostali (19,23%)
     Baptiști (5,82%)
     Creștini după evanghelie (1,09%)
     Alte religii (1,93%)
     Necunoscută (11,94%)
Conform recensământului efectuat în 2021, populația comunei Ipotești se ridică la 9.346 de locuitori, în creștere față de recensământul anterior din 2011, când fuseseră înregistrați 5.635 de locuitori. Majoritatea locuitorilor sunt români (88,66%), iar pentru 10,81% nu se cunoaște apartenența etnică. Din punct de vedere confesional, majoritatea locuitorilor sunt ortodocși (59,99%), cu minorități de penticostali (19,23%), baptiști (5,82%) și creștini după evanghelie (1,09%), iar pentru 11,94% nu se cunoaște apartenența confesională.

## Politică și administrație
Comuna Ipotești este administrată de un primar și un consiliu local compus din 17 consilieri. Primarul, Dumitru Gulei[*], de la Partidul Național Liberal, este în funcție din octombrie 2020. Începând cu alegerile locale din 2024, consiliul local are următoarea componență pe partide politice:
|  | Partid                          | Consilieri | Componența Consiliului | Componența Consiliului | Componența Consiliului | Componența Consiliului | Componența Consiliului | Componența Consiliului | Componența Consiliului |
|  | ------------------------------- | ---------- | ---------------------- | ---------------------- | ---------------------- | ---------------------- | ---------------------- | ---------------------- | ---------------------- |
|  | Partidul Național Liberal       | 7          |                        |                        |                        |                        |                        |                        |                        |
|  | Partidul Social Democrat        | 6          |                        |                        |                        |                        |                        |                        |                        |
|  | Alianța Dreapta Unită           | 3          |                        |                        |                        |                        |                        |                        |                        |
|  | Alianța pentru Unirea Românilor | 1          |                        |                        |                        |                        |                        |                        |                        |

## Recensământul din 1930
Componența etnică a comunei Ipotești
     Români (99,5%)
     Ruși (0,5%)
Componența confesională a comunei Ipotești
     Ortodocși (91%)
     Baptiști (6%)
     Greco-catolici (2%)
     Altă religie (1%)
Conform recensământului efectuat în 1930, populația comunei Ipotești se ridica la 1.933 locuitori, fiind formată din 99,5% români și 0,5% ruși. Din punct de vedere confesional, majoritatea locuitorilor era de religie ortodoxă (91,0%), existând însă și minorități de greco-catolici (2,0%) și baptiști (6,0%).

## Istorie
Împrejurimile comunei Ipotești au fost locuite încă din cele mai vechi timpuri. Drept mărturie stă situl arheologic "La pod la Rediu", inclus în prezent pe „Lista monumentelor istorice din județul Suceava” sub codul SV-I-s-B-05399. Situl arheologic se află de o parte și de alta a podului de pe șoseaua care face legătura dintre localitățile Ipotești și Bosanci, în dreptul pădurii Rediu. Deși aflat la limita dintre cele două comune, din punct de vedere administrativ acesta se află pe teritoriul comunei Bosanci.
Aici au fost descoperite urme ale prezenței umane datând din perioada neolitică (6500 – 3500 î. Hr) constând din: așchii, lame și nuclee de silex, urme de ceramică etc aparținând, cel mai probabil, culturii precucuteni.  Această vatră a continuat să fie locuită, aici descoperindu-se și o necropolă cu două morminte de incinerație, datând din sec. IV-III a. Hr. (Latène). Aici s-au descoperit resturi de ceramică, preponderent grosieră, de culoare gri sau cărămizie. Doar câteva fragmente au fost realizate din pastă fină și decorate cu crestături pe margine. Materialul arheologic aparține, cel mai probabil, culturii Noua. 
Cu toate că data întemeierii satelor arondate comunei nu se știe cu exactitate, prima atestare documentară a satului Tișăuți datează din 14 august 1432, când „Ilie Voievod (fiul lui Alexandru cel Bun) dăruiește boierului său Isaiea satele Tișăuți, ... jumătate din Bosancea, Selajănii, Dobrovleanii...” Prima atestare documentată a satului Ipotești apare puțin mai târziu, în 1586, când într-un document în limba slavonă se vorbește despre vătămanul/hotarnicul Simașco din Epotesci. Referirile din secolul XVII sunt însă mult mai numeroase. Astfel, un document din 1638 amintește de "megiașii" din Epotest, iar un altul din 1666, vorbește despre boierul Ursache care primea Ipoteștiul ca moșie. Lisaura a fost pentru prima dată menționată documentar în anul 1820, când într-un document în limba germană se precizea că "locul Mitropoliei Tătăraș se chiamă Lisaura de la o vreme încoace”.